# Anjelika Stoubaïlo
Anjelika Stoubaïlo (en russe : Анжелика Стубайло) est une gymnaste rythmique russe, née le 5 septembre 2001 à Volgograd.

## Palmarès

### Championnats du monde
- Bakou 2019
  -  médaille d'or au concours général en groupe
  -  médaille d'or en groupe 3 ballons + 4 massues
  -  médaille de bronze en groupe 5 ballons

### Jeux européens
- Minsk 2019
  -  médaille d'or en groupe 5 ballons
  -  médaille de bronze au concours général en groupe